# حزب الوسط الإستوني

حزب الوسط الإستوني هو حزب يسار وسط  شعبوي إستوني، تأسس في عام 1991.